# Милуші
Милу́ші (пол. Miłusze, англ. Mylushi, чеськ. Milushi) — село Луцької міської громади, Луцького району Волинської області. розташоване на крайньому півдні Поліської низовини, на лівому березі річки Стир, за 5 км від обласного центру – міста Луцька.
В минулому територію села та його околиць вкривали ліси. З найдавніших часів жителі  займалися землеробством, скотарством, лісовими промислами, рибальством. За археологічними даними, в його північній частині  знайдено пам’ятки поморсько–кльошової  культури – кам'яну тонко-обушну сокиру, а також предмети культури: керамічні вироби, прикрашені шнуровими відтисками.

## Історія
Цікава легенда про заснування села Милуші дійшла до наших днів з часів Київської Русі. В минулому територія села відігравала роль форпосту на підступах до міста Лучеськ, яким володів князь Свидригайло. Впродовж 1440-х років він роздає жалувані грамоти на села і маєтки своїм слугам. Територія ж була заселена вихідцями із племен дулібів, полян, древлян. Один із них - Мал, мав на вихованні доньку Малушу. Під час військових сутичок вона потрапляє в полон, де в неї закохується хоробрий князівський воїн Ходко. За військову доблесть він отримує від Свидригайла територію біля міста, визволяє Малушу та одружується з нею, поселення називає в честь дружини. З часом назва змінюється – поселення Малуши стає Милушами.
Перші  писемні згадки  про село датуються до середини XV ст. Так, згадується втеча підданих Яна Чаплинського із села Міловше до маєтку Мозерського маршалка Яна Бабинського в козацькі загони село Ольшани, на початку квітня 1642 року.
За Люблінською унією 1569 року Милуші, як складова Волині, стає частиною Королівства Польського і Великого Князівства Литовського аж до 1793 року. Після II поділу Польщі між Російською та Австрійською імперіями, місцевість підпадає у володіння Росії.
Запис у Клірових відомостях, що датується 1 січнем 1800 року повідомляє, про зміни в селі від священника Миколи Теодоровича: «К оной церкве земли пашенной на 22 дни, сенокоса на 6 косарей, лесов для пастбищ, огород на 7 днейпахоты на котором и домсвященника». Відомо також, що Милушівська церква Параскеви – Пятниці якийсь час підпорядковувалася сусідній церкві у селі Сирниках і була приписною до неї. Як свідчить документ, у 1880 році, церква була пофарбована олійними фарбами ззовні та всередині та була вона дуже бідною. А всі, хто народжувався чи вінчався, реєструвались у метричних книгах церкви Святої Покрови села Сирники, так само і подавались церковні звіти. Діяла в Милушах і церковно – приходська школа, в якій за навчання збиралося з приходу 100 руб. на рік вчителю і 50 руб. на утеплення. Навчалося 37 хлопців і 5-ро дівчат. Керував селом на той час поміщик Півницький. Йому належало 22 селянські двори з 92 кріпаками. За інвентарним записом 1848 року, кріпаки мали 276 десятин орної землі, 46 десятин сіножатей і 24 десятини під городами. Під час проведення реформи 1861 року у Російській державі, поміщик відрізав у своїх селян 174 десятини землі, в т. ч. орної – 140, сіножатей – 28 і городньої – 6 десятин.
У 1906 році село Торчинської волості Луцького повіту Волинської губернії. Відстань від повітового міста 4 верст, від волості 22. Дворів 47, мешканців 304.
В описі з 1911 року у селі Милуші Луцького повіту Торчинської волості  мешкало 550 жителів, розташовувалися однокласова школа і водяний млин, що мав 20 000 пудів річного перемелу, в якому працювало 2 робітники.
У 1912 році за Столипінською аграрною реформою почалось переселення селян на хутори. Від села Милуші було утворено 2 хутори. Один – нині існуюче похідне поселення Милушин, що збереглося і розширилось в наші дні. Інший – на трасі сіл Зміїнець – Боголюби.

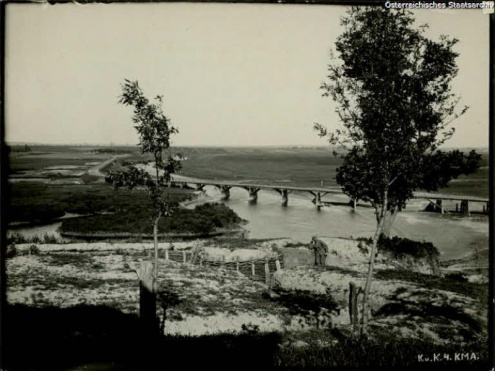

З кінця 1920 до 19 вересня 1939 року, село Милуші Луцького повіту знаходилось у складі Другої Польської Республіки. На території села було побудовано цегляну будівлю, де містилася адміністрація Княгининівської гміни Луцького повіту.
17 вересня 1939 року, село перейшло під контроль Радянського Союзу. 4 грудня 1939 року була утворена Волинська область з центром у Луцьку, куди ввійшло село Милуші. 
Після проголошення незалежності України, є її невід'ємною частиною.
12 червня 2020 року, згідно з розпорядженням Кабінету Міністрів України  № 708-р, село увійшло до складу Луцької міської громади.

## Населення
Згідно з переписом УРСР 1989 року чисельність наявного населення села становила 625 осіб, з яких 306 чоловіків та 319 жінок.
За переписом населення України 2001 року в селі мешкало 748 осіб.
Зміна чисельності населення
| Рік  | Село | Зміна чисельності |
| ---- | ---- | ----------------- |
| 1906 | 304  | —                 |
| 1911 | 550  | +246              |
| 1989 | 625  | +75               |
| 2001 | 748  | +123              |
| 2020 | 765  | +17               |

### Мова
Розподіл населення за рідною мовою за даними перепису 2001 року:
| Рідна мова (2001 рік) | Рідна мова (2001 рік) | Рідна мова (2001 рік) | Рідна мова (2001 рік) | Рідна мова (2001 рік) |
| --------------------- | --------------------- | --------------------- | --------------------- | --------------------- |
| Мова:                 |                       |                       | Відсоток:             |                       |
| українська            | українська            |                       | 98,69%                | 98,69%                |
| російська             | російська             |                       | 1.18%                 | 1.18%                 |

## Вулиці
- Центральна
- Польова
- Перемоги
- Тиха
- Паркова
- Надстирна
- Торгова

## Пам'ятки археології
На території села відомі такі пам'ятки археології:
- У північній частині села, на високому лівому березі Стиру — двошарове поселення поморсько-кльошової культури і давньоруського періоду, відкрите розвідкою І. Майданець і Г. Охріменка в 1987 р.
- На східній околиці села, в урочищі Круглик — двошарове поселення лужицької та пшеворської культур. Розкопками Д. Козака відкрите одне пшеворське житло.
- На східній околиці села, на лівому березі Стиру — багатошарове поселення стжижовської, черняхівської культур і давньоруського періоду XI-ХІІ ст. площею до 1 га. Відкрите розвідкою Г. Охріменка і В. Шкоропада у 1985 р. Сліди пам'ятки зафіксовані на території, що прилягає до церкви.